# Archéoforum
Das Archéoforum ist ein 2003 eröffnetes archäologisches Museum im Untergrund des historischen Zentrums von Lüttich. Es ist das Ergebnis verschiedener Ausgrabungskampagnen, die seit 1907 auf dem Gelände der ehemaligen Lambertuskathedrale durchgeführt wurden. Das Museum ist Eigentum der Wallonischen Region und wird von der Wallonischen Agentur für das Kulturerbe (AWAP) verwaltet.

## Geschichte
Beim Bau von Gasleitungen im Jahre 1905 wurden die ersten Überreste einer Gallorömischen Villa entdeckt. Daraufhin folgte die Ausgrabung von Paul Lohest im Jahr 1907. Damals wurde das Hypokaustum freigelegt und konnte für ein paar Groschen besichtigt werden.
Später, in den 1970er Jahren, führte die Stadt Lüttich mehrere Stadtentwicklungsprojekte durch: eine Tiefgarage, eine U-Bahn, eine Stadtautobahn etc. Diese Arbeiten zogen zwei archäologische Ausgrabungskampagnen nach sich. Die erste fächerte das Gelände zwischen 1977 und 1984 auf. Im Jahr darauf wurden die Ausgrabungen wider Erwarten eingestellt und die städtebaulichen Pläne aufgegeben. Die Place Saint-Lambert sollte nämlich für den Besuch von Papst Johannes Paul II. in Belgien im Jahr 1985 präsentabel sein.
Im Jahr 1990 wurde erneut die Möglichkeit in Erwägung gezogen, auf dem Place Saint-Lambert ein unterirdisches Mega-Parkhaus zu errichten. Der Vorschlag beinhaltete die Erhaltung der beiden Chöre der Kathedrale, während der Ostchor als Museum vorgesehen war. Die für den Abriss vorgesehenen Bereiche mussten folglich ausgegraben werden. Innerhalb eines Zeitraums von sechs Monaten wurde ein Grabungsteam, bestehend aus Mitgliedern der Universität Lüttich sowie der Direktion für Archäologie des Ministeriums der Wallonischen Region, mit der Durchführung der erforderlichen Maßnahmen betraut. Diese anfänglich festgelegte Frist wurde verlängert, sodass die Betondecke im Jahr 1995 gelegt werden konnte. Damit war es den Archäologen möglich, ihre Kampagne unter der Erde in aller Ruhe zu beenden.
Erst im Jahr 2003 wurde das Archéoforum eröffnet. In den Jahren zwischen 2005 und 2007 führte ein weiteres Ausgrabungsteam vor Ort Ausgrabungen durch, deren Ergebnisse von den Besuchern mit großem Interesse aufgenommen wurden.
Seit 2016 nimmt das Archaeoforum am Projekt Interreg Terra Mosana teil.

## Museum
Das Museum umfasst eine Fläche von 3.725 m² und beinhaltet in erster Linie die ehemalige Ausgrabungsstätte der alten Kathedrale. Es erstreckt sich vollständig unter der Place Saint-Lambert. Den Besucherinnen und Besuchern bietet sich die Möglichkeit, die Überreste der Lambertuskathedrale sowie ihre Vorgängerbauten und die Reste der gallorömischen Villa zu besichtigen. Des Weiteren werden die bei den Ausgrabungen zutage geförderten Gegenstände ausgestellt. Des Weiteren umfasst die Ausstellung einen Raum mit Modellen sowie ein Computermodell der ehemaligen Kathedrale. In einem weiteren Raum wird ein Kurzfilm präsentiert.

### Die Ausgrabungsstätte
Im Rahmen der durchgeführten Ausgrabungen wurden zahlreiche Fundamente und Mauerreste aus verschiedenen Epochen freigelegt. Um die zahlreichen Fundamente und Mauerreste, welche im Rahmen der verschiedenen Ausgrabungen freigelegt wurden, besser interpretieren zu können, wurde an den Decken eine farbige Beleuchtung installiert. Diese gibt Aufschluss über die jeweilige Epoche, aus der die einzelnen Mauern und Ausgrabungsflächen stammen. Die Informationstafeln sind mit einem Symbol versehen, welches die jeweilige Entstehungszeit kennzeichnet. Die Farbe Türkis sowie das Symbol einer Faustaxt finden sich auf den ältesten Teilen der Stätte, welche der Vorgeschichte zuzuordnen sind. Die Farbe Rot sowie eine Öllampe fungieren als Indikatoren für die Römerzeit. Die Farbe Orange sowie eine Statue des Heiligen Lambertus kennzeichnen die Epoche des frühen Mittelalters. Die Farbe Grün sowie der Torso einer Statue symbolisieren die Romanik. Die Farbe Violett sowie ein Glasfenster symbolisieren die Gotik.

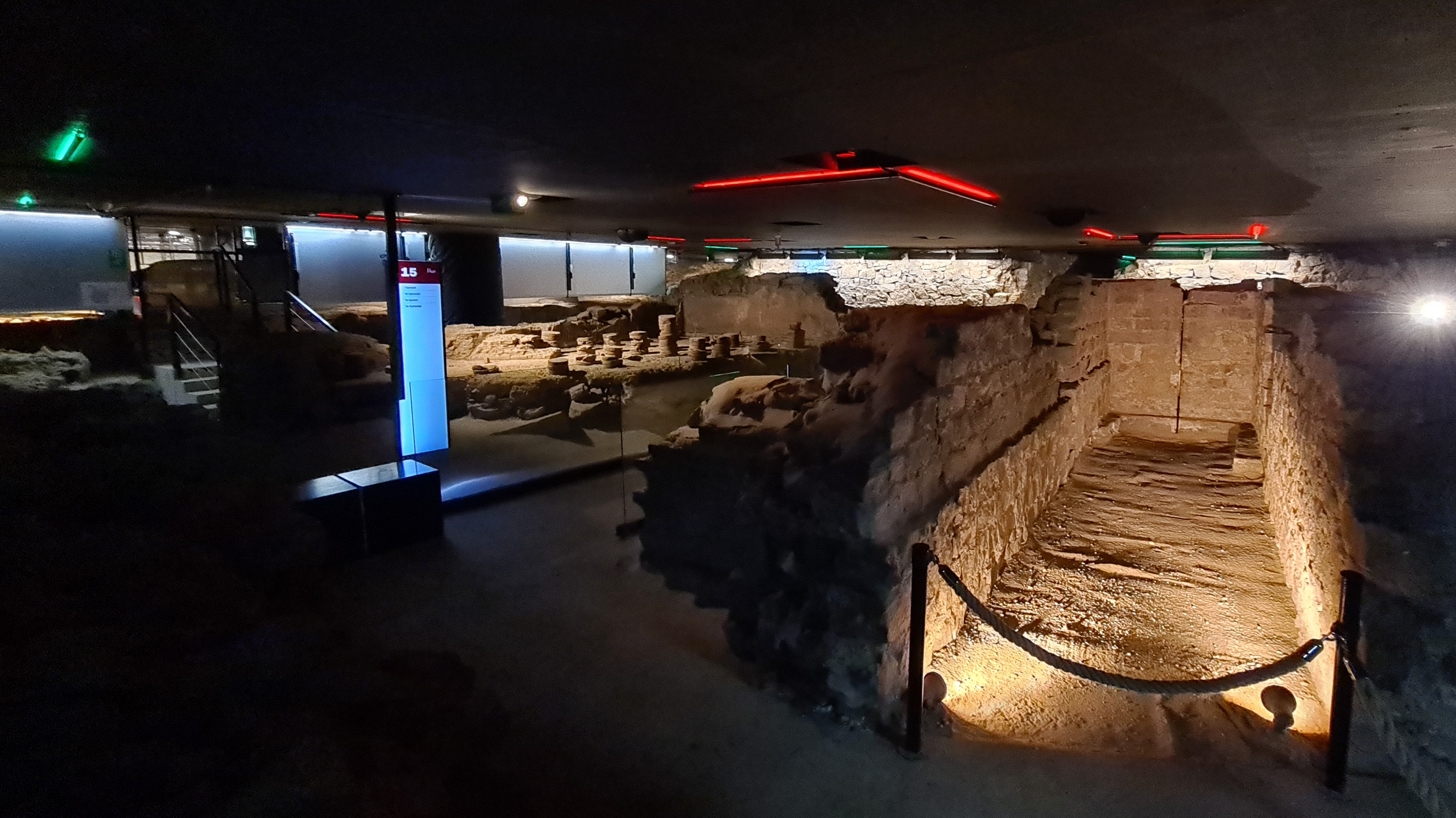
Überblick über die Ausgrabungsstätte
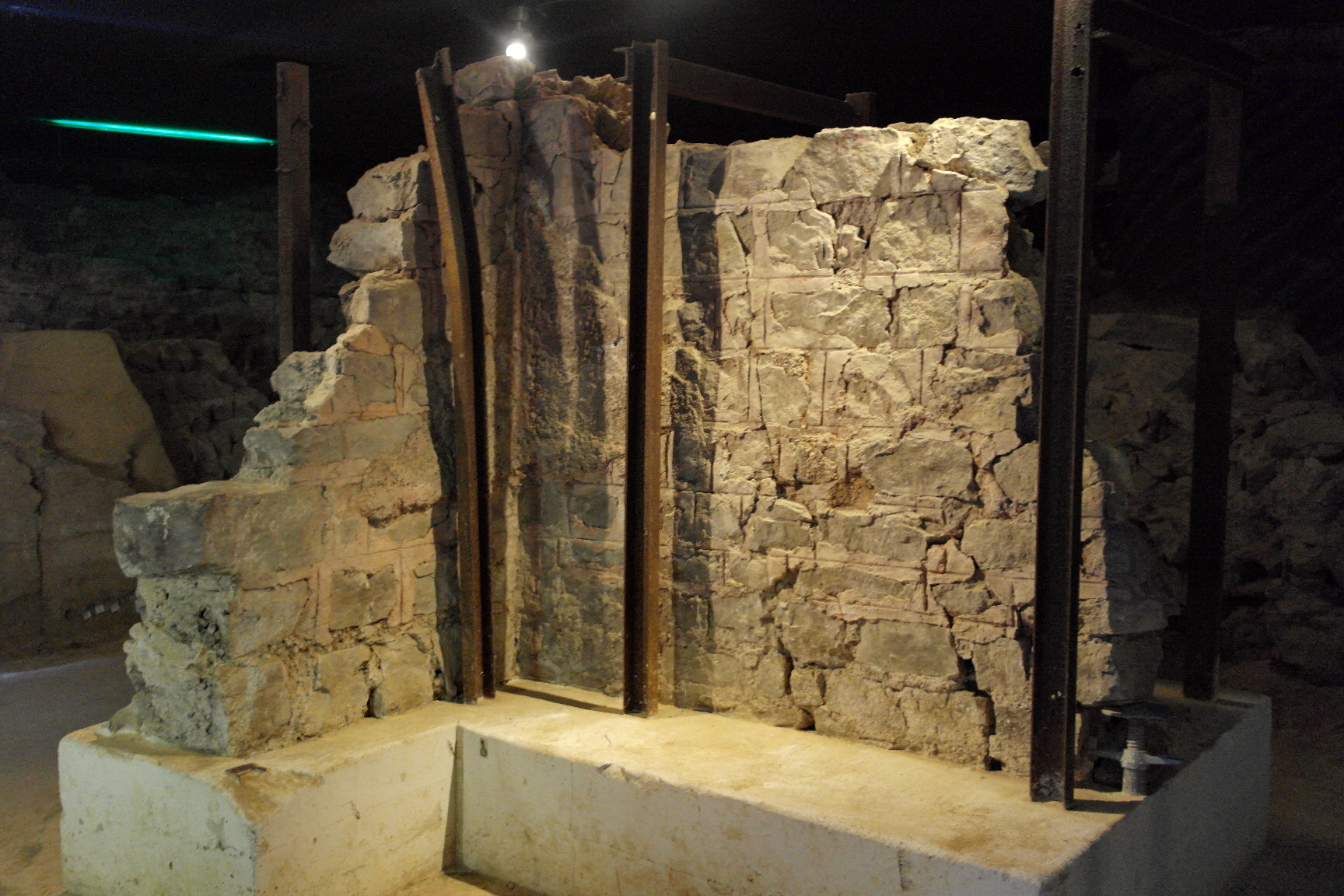
Römische Mauern
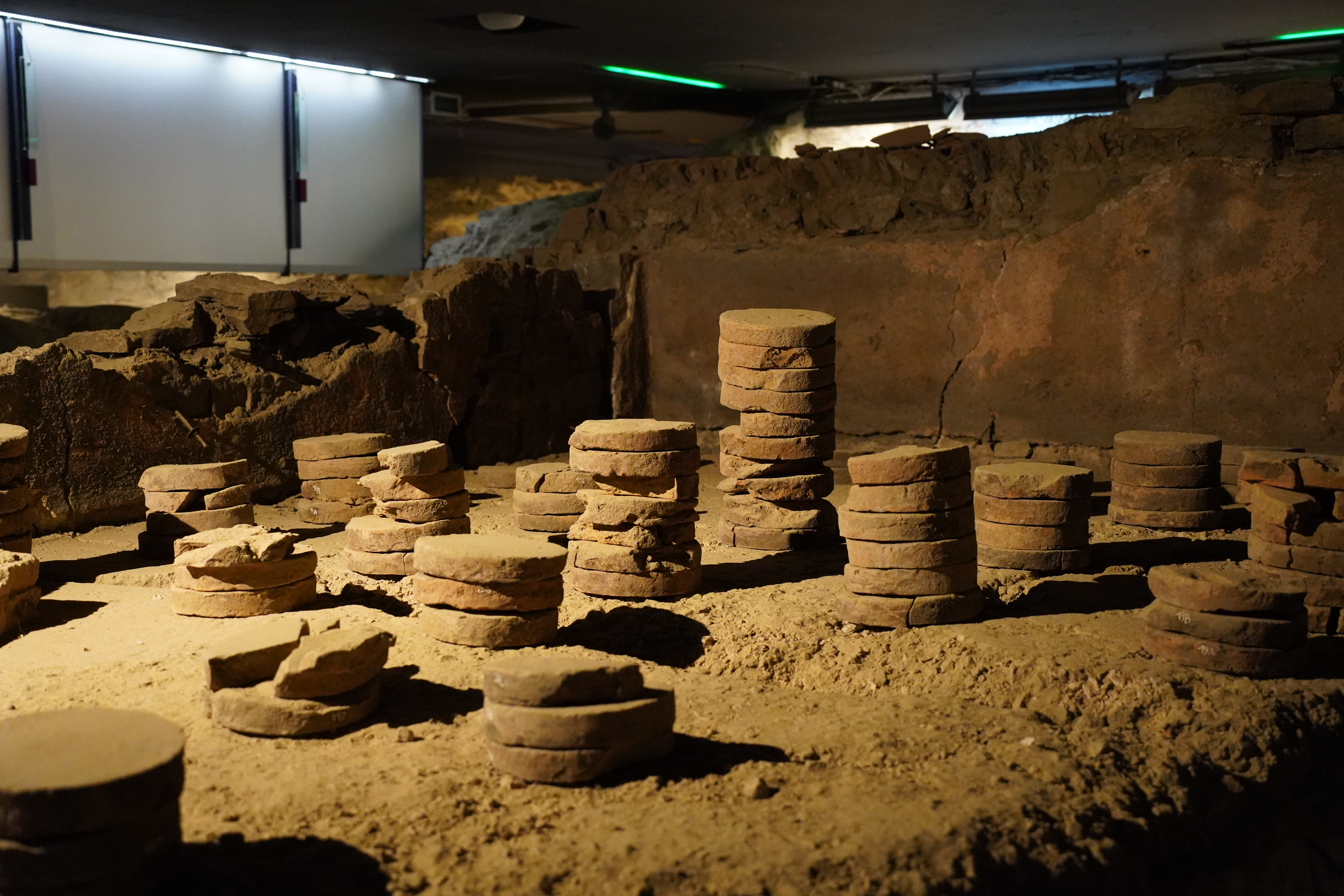
Hypokaust der römischen Villa
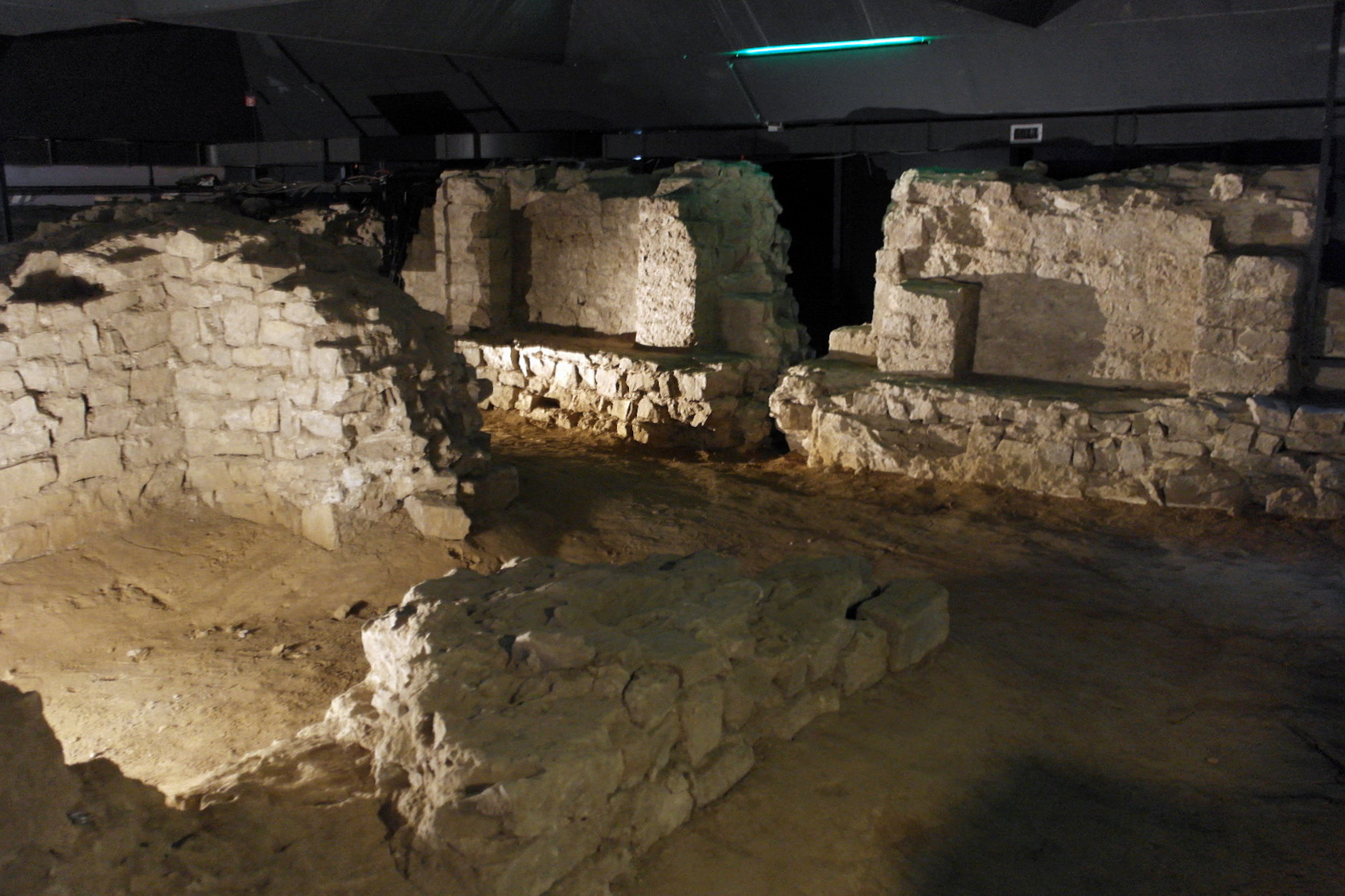
Fundamente aus verschiedenen Bauphasen

### Archäologische Funde
Die präsentierten archäologischen Funde lassen sich in vier zeitliche Kategorien einordnen: Vorgeschichte (Steinzeit, Bronzezeit und Eisenzeit), Römerzeit, Mittelalter (Früh-, Hoch- und Spätmittelalter) sowie Zeit danach. Ein Großteil der mittelalterlichen Funde besteht aus Fragmenten von Gebäuden, die häufig ornamentiert wurden, beispielsweise romanische oder gotische Kathedralen. Der Großteil der ausgestellten Funde stammt aus der Sammlung des Grand-Curtius-Museums, welches im Jahr 2009 durch den Zusammenschluss des damaligen archäologischen Museums mit mehreren anderen Museen in Lüttich gegründet wurde. In einigen Fällen werden Repliken präsentiert.

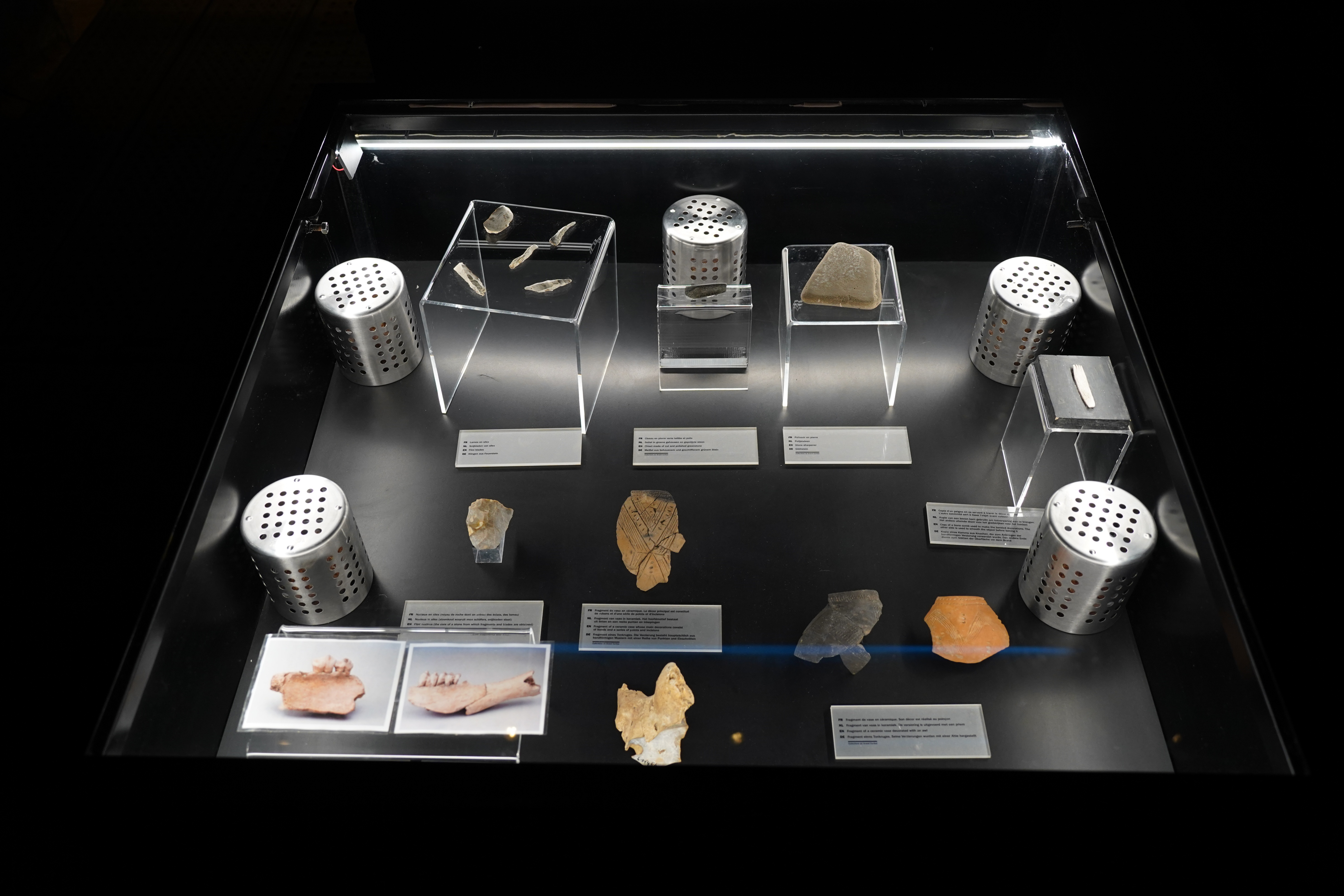
Prähistorische Funde
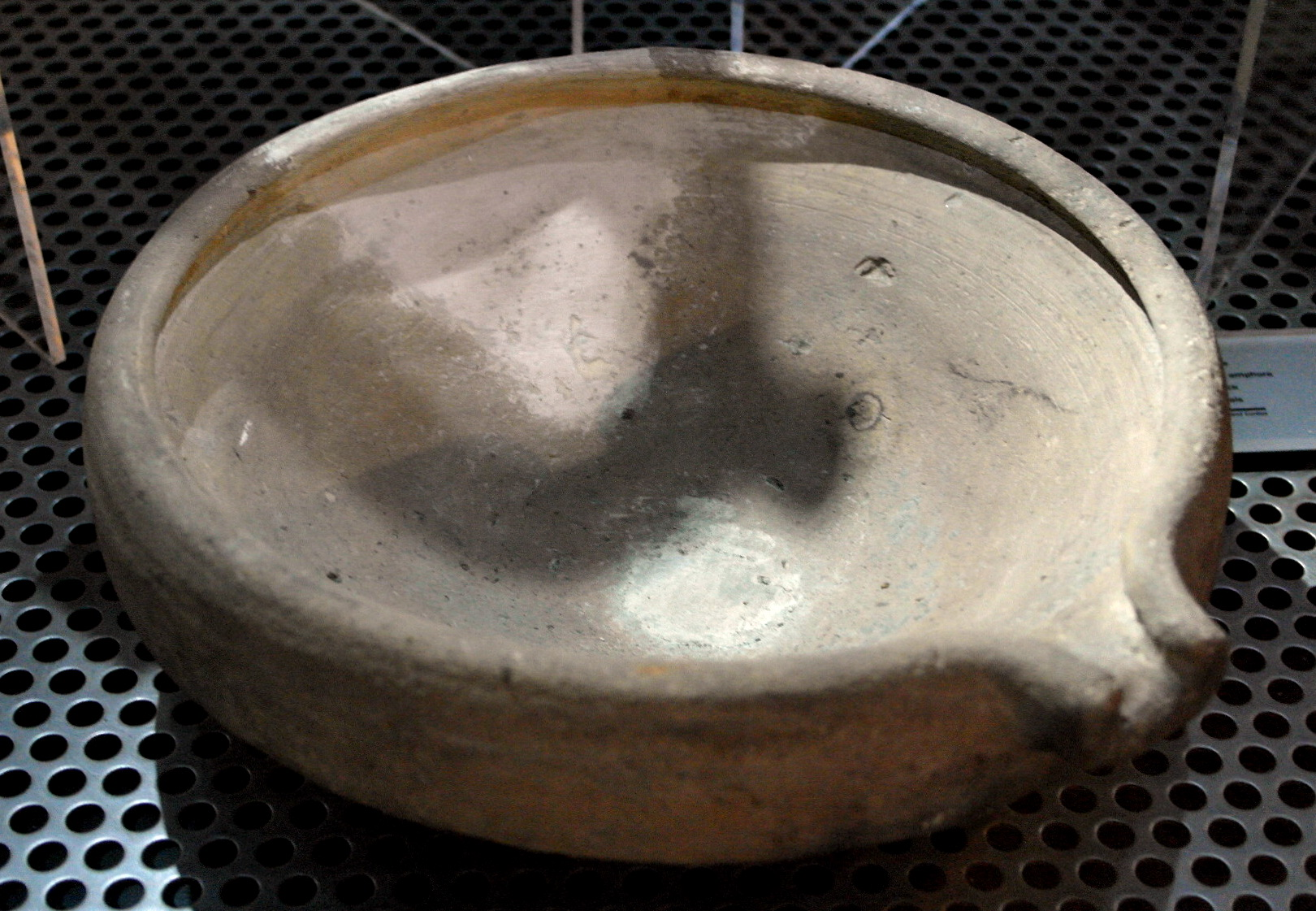
Römische Reibschale
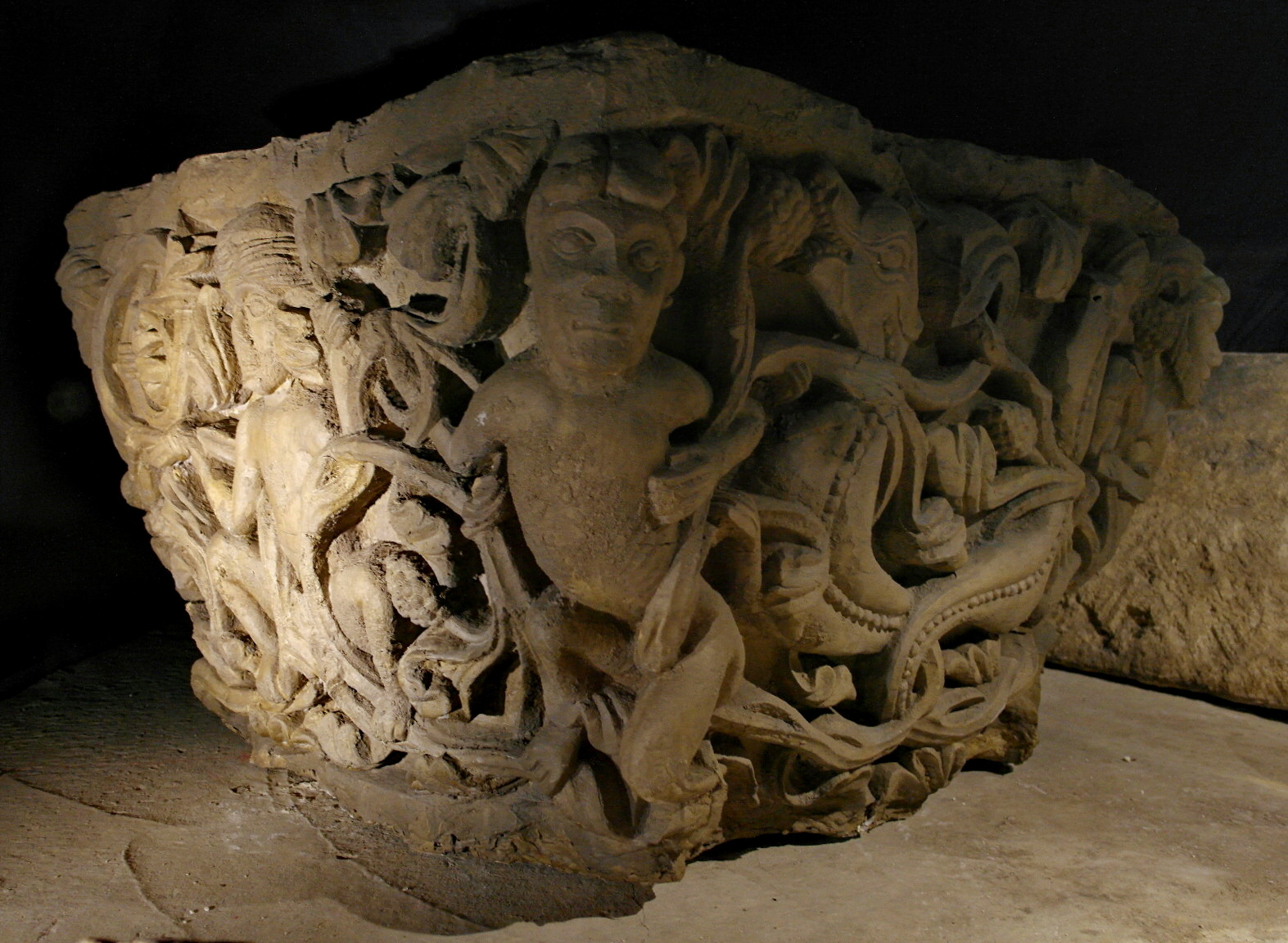
Romanisches Kapitell (Kopie)
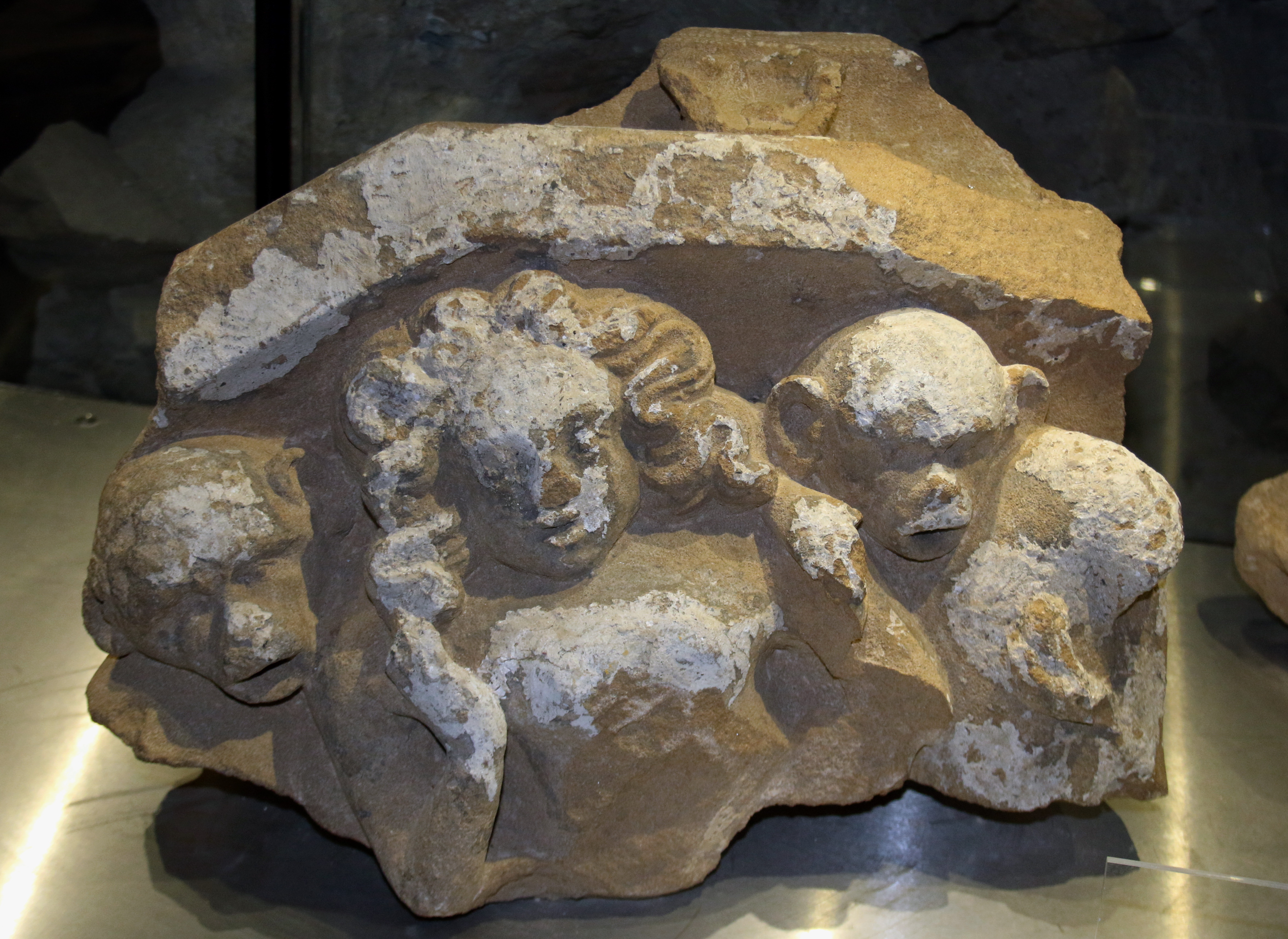
Fragment eines gotischen Giebels

### Andere Sammlung
Anhand eines Zeitstrahls, von Karten und maßstabsgetreuen Modellen erhält der Besucher einen Einblick in die Geschichte der Kathedrale, der Stadt Lüttich und des Fürstentums Lüttich.

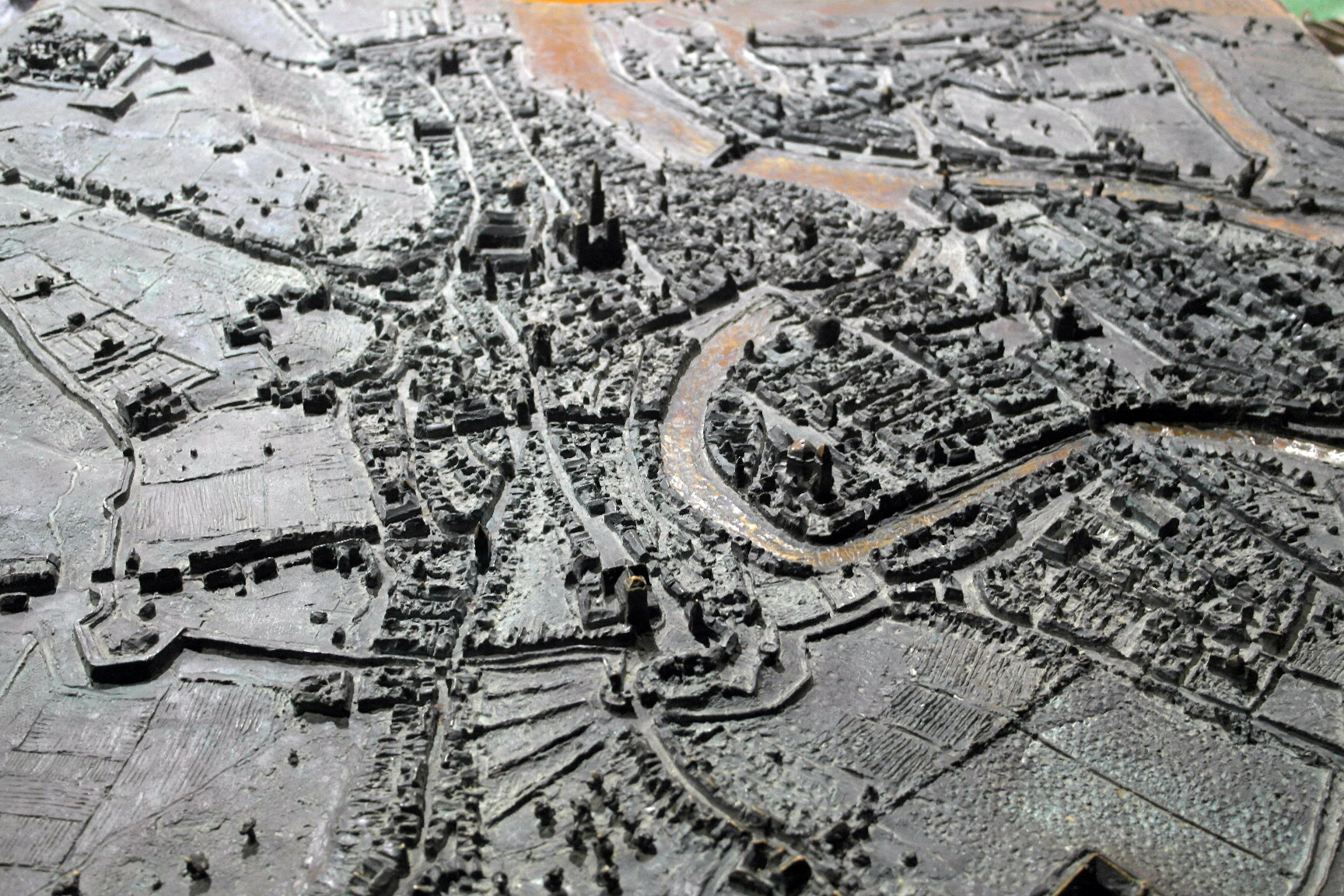
Bronzemodell von Lüttich im 18. Jahrhundert
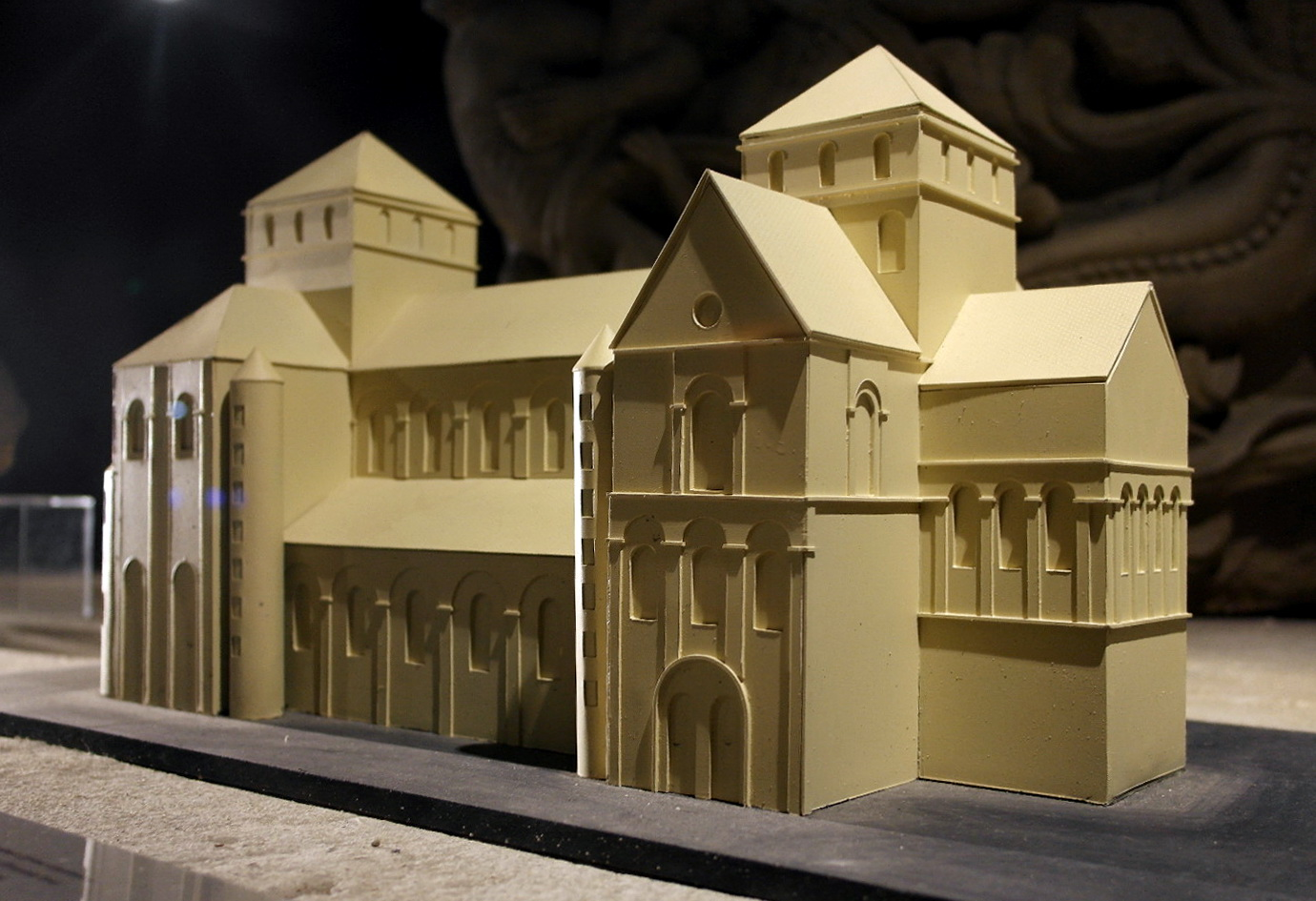
Modell der ottonischen Kirche (ca. 1000–1185)
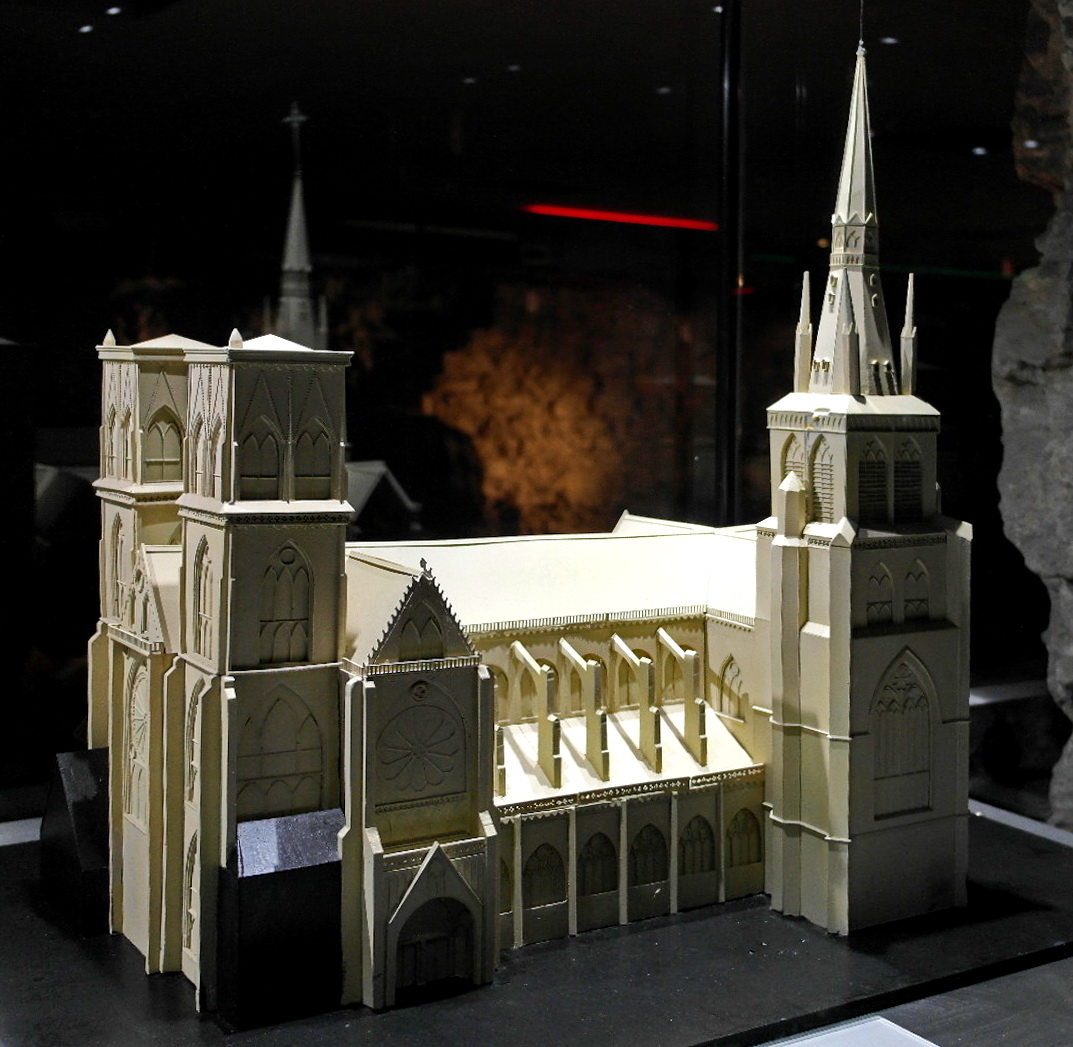
Modell der gotischen Kirche (1185–1789)
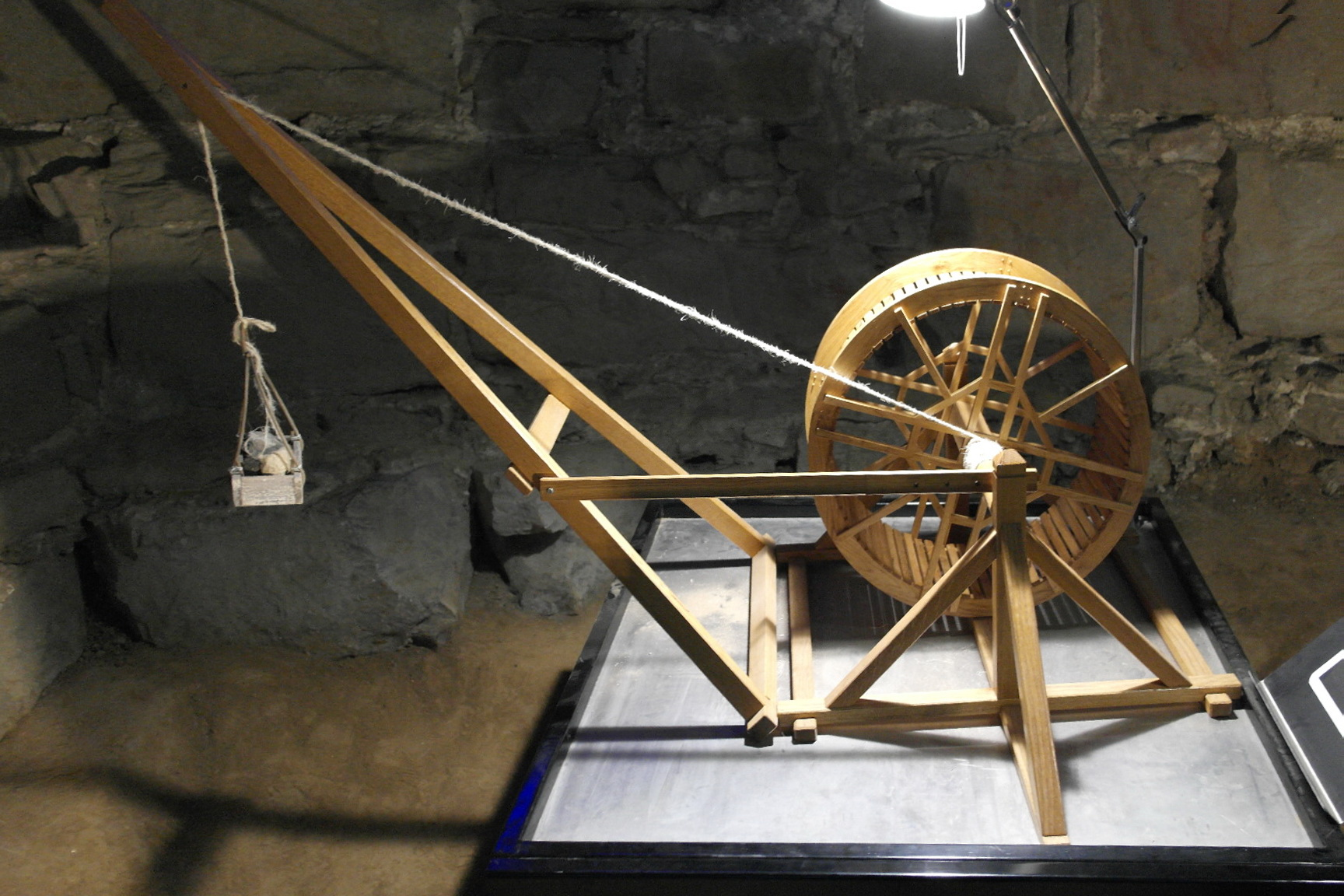
Modell eines mittelalterlichen Krans